# عملية أطلس (فلسطين الانتدابية)
كانت عملية أطلس هي الاسم الرمزي لعملية حدثت في أكتوبر 1944 نفذتها وحدة كوماندوز خاصة تابعة لفافن إس إس. لقد شارك فيه خمسة جنود: ثلاثة أعضاء سابقين في طائفة تمبلر الدينية في فلسطين الانتدابية، واثنين من العرب الفلسطينيين الذين كانوا متعاونين وثيقين مع مفتي القدس أمين الحسيني.
هدفت المهمة إلى إنشاء قاعدة لجمع المعلومات الاستخباراتية في فلسطين الانتدابية، ونقل المعلومات إلى ألمانيا عبر الراديو، وتجنيد وتسليح الفلسطينيين المناهضين لبريطانيا من خلال شراء دعمهم بالذهب. كما هدفت إلى إثارة التوترات بين اليهود والعرب، مما سيسبب مشاكل لسلطات الانتداب البريطانية.
فشلت الخطة تمامًا، ولم يمكن القيام بأي عمل ذي مغزى. اعتقلت قوة حدود شرق الأردن ثلاثة من المشاركين بعد أيام من هبوطهم. تم القبض على القائد الألماني في عام 1946 ونجح الخامس حسن سلامة في الفرار.
تزعم إحدى نسخ الحادثة التي قدمها مايكل بار زوهار وإيتان هابر أن المهمة تضمنت خطة لتسميم موارد مياه الشرب لسكان تل أبيب. لم تكشف الأرشيفات البريطانية والألمانية حتى الآن عن أي دليل على هذه القصة، وتجاهلها كتاب السيرة الذاتية للمفتي.

## الخلفية

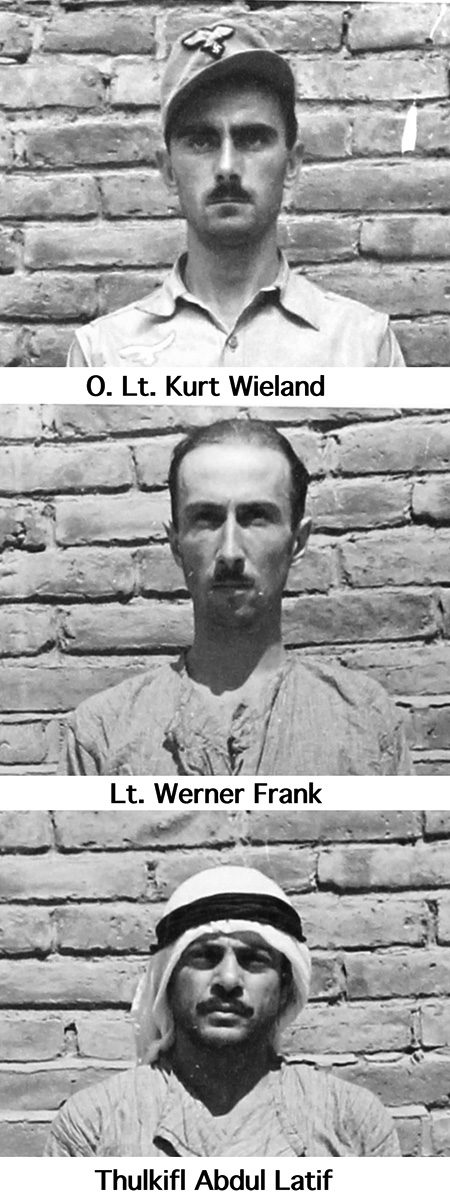
القبض على ثلاثة من المظليين

تم إجراء العديد من عمليات الكوماندوز الألمانية العربية خلال الفترة من 1943 و1944 من شمال أفريقيا إلى سوريا والعراق، من أجل جمع المعلومات الاستخبارية والقيام بعمليات تخريب ضد الحلفاء وإثارة الانتفاضات.
كان أمين الحسيني أحد القادة الفلسطينيين البارزين الذين فروا من فلسطين الانتدابية في عام 1937 خلال انتفاضة 1936-1939 وقضى فترة الحرب العالمية الثانية كمتعاون زائر مع دول المحور.
كان كيرت فيلاند، وهو ألماني فلسطيني المولد من مجتمع تمبلر في سارونا، رئيسًا لشباب هتلر الفلسطينيين في عام 1938. لقد انضم إلى فوج براندنبورغ في عام 1940، وشارك في البعثة الألمانية السرية أس أس أف إلى العراق في عام 1941. تم تعيين فيلاند في فيلق المخابرات العسكرية بسبب معرفته باللغات. تقدم في منصبه بسرعة وحصل في النهاية على رتبة رائد، حيث خدم في وحدة الكوماندوز الخاصة التابعة لفافن إس إس تحت قيادة أوتو سكورزيني. كانت الوحدة المعنية تابعة لـAmt V1، وكالة الاستخبارات الأجنبية المدنية للرايخ الثالث. كان فيلاند مسؤولًا عن الجانب التقني للعملية.
ومع اقتراب قوات الحلفاء من ألمانيا من غرب نهر الراين ومن الشرق عبر بروسيا، تم تصميم عمليات لتعطيل وتحويل قوات الحلفاء على الأجنحة الجنوبية والشرقية لألمانيا. تألفت إحدى هذه العمليات في مسرح الشرق الأوسط من عملية تخريب واحدة على الأقل في فلسطين. تم تعيين تنفيذ هذه الخطة بالذات إلى كيرت فيلاند، وهو ضابط استخبارات، خلفيته في المنطقة ستمكنه من الاستفادة من خبرته العملية، ومعرفته بفلسطين وعلاقاته مع السكان المحليين. أُمر أعضاء وحدة فافن إس إس بالاتصال بالعملاء المؤيدين للنازية في فلسطين وإقامة قواعد سرية في المنطقة.
كانت النية الرئيسية للنازيين هي دفع البريطانيين إلى تحويل بعض قواتهم إلى فلسطين، وبالتالي تحسين قدرة النازيين على صد قوات الحلفاء من ألمانيا النازية.[بحاجة لمصدر]
بالإضافة إلى فيلاند، تم تعيين جنديين ألمانيين آخرين، تم تربيتهما سابقًا في مجتمعات تمبلر الفلسطينية، إلى الوحدة؛ كانا يعرفان المنطقة جيدًا، وينتميان إلى قسم براندنبورغ: ولد فيرنر فرانك، الذي كانت وظيفته في إدارة الراديو، في حيفا، وانضم إلى شباب هتلر هناك في عام 1934، وأصبح في براندنبورغ في عام 1940؛ وفريدريش دينينجر، المولود في فالدهايم.[بحاجة لمصدر] ساعد دينينجر القوات الفلسطينية خلال الانتفاضة الفلسطينية، ونتيجة لذلك، تم سجنه في بات يام.[بحاجة لمصدر] تم تكليف اثنين من الفلسطينيين المرتبطين بمحيط أمين الحسيني في ألمانيا بالوحدة وهما: حسن سلامة، مواطن من قرية قولة الفلسطينية ومخضرم في حرب العصابات بالقرب من نابلس أثناء الثورة، وعبد اللطيف، وهو مواطن من القدس، الذي تم إرساله إلى المنفى لتورطه في انتفاضة 1936-1939 وأصبح محرر برلين لخطابات المفتي العربية عبر الراديو. لقد تم تفويضه لرعاية الروابط السياسية. كما أطلع الحسيني جميع أعضاء الوحدة الخمسة قبل المهمة.

## العملية
فشلت العملية منذ البداية بسبب المعلومات الاستخبارية التي جمعتها السلطات المحلية في وقت سابق حول العمليات الألمانية في المنطقة بسبب انشقاق وكيل أبفير إريك فيرميرين في وقت سابق من فبراير 1944، وبسبب سوء إدارة انخفاض المظلة، والاستقبال البارد في المنطقة من الفلسطينيين المحليين.
في ليلة 6 أكتوبر 1944، هبط أفراد الوحدة الخمسة بالمظلة من بوينغ بي-17 القلعة الطائرة تم الاستيلاء عليه جوًا بواسطة Luftwaffe كيه جي 200 فوق منطقة أريحا في وادي القلط. تضمنت معداتهم مدافع رشاشة، ديناميت، ومعدات راديو، وآلة نسخ، وقاموس ألماني عربي، و5000 جنيه إسترليني بعملات مختلفة ومتفجرات. كان اكتشاف صناديق الشحن المشتتة هذه في 9 أكتوبر هو الذي نبه البريطانيين إلى حقيقة أن العملية كانت جارية.
تم إسقاط الوحدة في مواقع مختلفة بالقرب من أريحا، ومعظم معداتهم منتشرة حول تلك المواقع. بدأ حسن سلامة، الذي أصيب خلال الهبوط المظلة، يتجه نحو القدس بعد هبوطه. اختبأ عبد اللطيف واثنين من الألمان في كهف في وادي القلط.
رفض كلَا السكان المحليين الذين أوصى بهم المفتي وهما نافذ وعلي بك الحسيني تقديم أي دعم للكوماندوز. وفي وقت لاحق، أثناء استجوابه من قبل الشرطة، ادعى عبد اللطيف أن علي بك صرح بأنه «لم يكن مجنونًا بما يكفي لتقديم أي دعم لهم»، وأضاف أن نافذ بك أوضح له أنهم ليسوا على علم بالعلاقة السياسية بين العرب والبريطانيين، وأنه كان من الخطأ الفادح المشاركة في مثل هذه المغامرة مع الألمان.

## العواقب
تم القبض على كيرت ويلاند، وفيرنر فرانك، وعبد اللطيف. تم الكشف عن معلومات تتعلق بأسرهم لسكان فلسطين في أكتوبر 1944. وفي 16 أكتوبر نشرت سلطات الانتداب البريطاني البيان الرسمي التالي:
في 27 أكتوبر تم نشر تقرير كامل عن أسر المظليين المعادين في صحيفة دافار تحت العنوان:
ذكرت الصحيفة أن رئيس شرطة أريحا علم في 8 أكتوبر بتادول عملات ذهبية في المدينة. ونتيجة لذلك، بدأ تحقيقًا أسفر عن مصادرة عملات ذهبية من خمسة رعاة محليين. أخبر الرعاة رجال الشرطة بالموقع الذي اكتشفوا فيه القطع النقدية. ونتيجةً لذلك، بدأت عملية مطاردة شاركت فيها قوات الجيش والشرطة المحلية، وكذلك أعضاء الفيلق العربي وقوة حدود شرق الأردن. وفي 16 أكتوبر، اكتشف رقيب في قوة الحدود الأردنية رجلًا يرتدي ملابس عربية تقليدية يقف عند مدخل كهف ويحمل مسدس. استسلم الرجل بدون قتال وبعد ذلك بوقت قصير تم اكتشاف شخصين إضافيين داخل الكهف، ألماني وعربي.
لم يتم القبض على حسن سلامة وفريدريك دينينجر، وبعد ذلك بعدة أيام توقف البحث عنها. لم يتم القبض على دينينجر حتى عام 1946، عندما حاول تجديد الاتصال مع عائلته في فيلهيلما. تمكن حسن سلامة من الفرار إلى منزل طبيب في قرية صغيرة بالقرب من قولة، حيث عولج من إصابة في القدم.

## التأريخ

### تحرير الوثيقة
في 4 يوليو 2001، تم نشر حوالي 200 وثيقة سرية من أرشيف المكتب الخامس البريطاني للجمهور، ومعظمها كانت مرتبطة بألمانيا من السنوات 1939 حتى 1944. من بين الوثائق التي تم إصدارها، كانت هناك معلومات مفصلة تتعلق بعملية أطلس الألمانية وأعضاء الوحدة الألمانية والفلسطينية الذين تم إرسالهم بالمظلات إلى فلسطين لتنفيذ العملية.

### قصة مهمة تسميم تل أبيب
في عام 1983، نشر مايكل بار زوهار وإيتان هابر كتاب البحث عن الأمير الأحمر، وهو كتابٌ عن مطاردة عملاء الموساد لعلي حسن سلامة، نجل حسن سلامة، رئيس عمليات أيلول الأسود الذي كان مسؤولًا عن تنفيذ مذبحة ميونيخ عام 1972.
لقد زعموا أن المشروع تضمن خطة، تم التفكير فيها على وجه التحديد من قبل الحسيني، لتسميم إمدادات المياه في تل أبيب. يقال أن القطرة تضمنت عدة صناديق من الورق المقوى تحتوي على مسحوق أبيض ناعم يتكون من سم قوي قابل للذوبان في الماء. يقال أن كل صندوق يحتوي على سم يكفي لقتل حوالي 25 ألف شخص. يقال إن هذا الجزء من الشحنة المظلة قد ضل طريقه، حيث فشلت الوحدة في محاولات استعادته.
يردد المؤرخ كلاوس جينسيكي قصة بار زوهار / هابر في كتابه مفتي القدس والنازيين «بالالمانية: Der Mufti von Jerusalem und die Nationalsozialisten»، حيث أكد على دور الحسيني كمتعاون نازي. يجادل جينسيكي أيضًا بأن الحسيني كان «لاعبًا في الإبادة جماعية في المحرقة». يروي القصة أيضًا يوسف أبو العينين وباسل هـ. أبو العينين في كتابهما الحرب السرية للشرق الأوسط: تأثير المحور والعمليات الحليفة خلال الحرب العالمية الثانية، وتشاك مورس في العلاقة النازية بالإسلام الإرهاب وفي قضية إسرائيل بقلم ألان دورشويتس.

شكك المؤرخ فولفجانغ ج. شوانيتز في القصة: 
 الادعاء بأن المفتي حصل على «عشر حاويات تحتوي على السم» لقتل ربع مليون شخص عبر شبكة المياه في تل أبيب مقابل المظليين الفلسطينيين الخمسة في أواخر عام 1944 (61) لم يتم إثباته في مصادر بريطانية أو ألمانية. إذا استطاع المؤلفون الآن إظهار دليل قاطع، فسيكون هذا اكتشافًا، حيث أن تقرير الشرطة البريطانية لعام 1944 في الملف مفصل للغاية. 
 في كتابه ما يفوق الوقاحة: حول إساءة استخدام معاداة السامية وإساءة استخدام التاريخ، يلاحظ نورمان فينكلشتاين أن هذا الادعاء لم يتم الكشف عنه من قبل المؤلفات العلمية أو من خلال العديد من الأعمال الأخرى التي تستهدف المفتي: 
 السيرة الرئيسية للمفتي هي مفتي القدس للمؤرخ الفلسطيني فيليب مطر والمفتي الأكبر للمؤرخ الإسرائيلي تسفي إلبليغ. (...). لا تُذكر أيًا منهما وحدة كوماندوز ألمانية عربية في طريقها إلى تسميم آبار تل أبيب. 
 يشير المؤرخ كريستيان ديسترماو إلى أن الشحنة لم تحتوي على مثل هذه الكميات من المواد السامة، ولكن فقط كبسولات سامة، ربما تكون مفيدة لتصفية السكان المحليين الذين يعتقد أنهم يتعاونون مع السلطات الانتدابية. وفقًا لملفات المكتب الخامس، جلب المظليون ثلاثة أنواع من السم إلى فلسطين: بعض الحبوب الانتحارية لأنفسهم، وستة أنابيب من المسحوق لإبعاد كلاب التعقب عن رائحتهم (لم يدركوا أن هذا كان سامًا واحتفظوا به مع طعامهم) ومظروف «أكسيد الزرنيخ». وعن هذه الأحداث الأخيرة، قال فيلاند إن المفتي أصر على إحضارها للقضاء على الخونة العرب، لكن عبد اللطيف نفى أن تكون فكرة المفتي. لا تذكر الملفات المكونة من 400 صفحة أي نيةٍ لتسمم السكان أو كميات كافية لمثل هذه الخطة.

### في الخيال الشعبي
في عام 2009، نشر الصحفي الإسرائيلي ومعلق الشؤون العسكرية، جاد شمرون، رواية خيالية «حبيبة المعبد من وادي الرفائيين»، والتي تضمنت قصة عملية أطلس أثناء إجراء العديد من التغييرات على المؤامرة، وهي الفترة المحددة التي تم فيها الهبوط بالمظلات والأسماء ومصيرهم.

## روابط خارجية
- الوثيقة من أرشيف المكتب الخامس البريطاني الذي يغطي تفاصيل «عملية أطلس»
- تم القبض على مظليين معادين، دافار، 27 أكتوبر 1944 (بالعبرية)
- تم القبض على 3 ضباط طيران نازيين في فلسطين، نُشرت في صحيفة نيويورك تايمز في 28 أكتوبر 1944
- تم القبض على المظليين النازيين في فلسطين نسخة محفوظة 12 مارس 2016 على موقع واي باك مشين.، نُشر في ميلووكي جورنال في 1 نوفمبر 1944
- خطط النازيون لتخريب فلسطين، نشر في بي بي سي نيوز في 5 يوليو 2001